# Glapthorn
Glapthorn – wieś w Anglii, w hrabstwie Northamptonshire, w dystrykcie (unitary authority) North Northamptonshire. Leży 41 km na północny wschód od miasta Northampton i 114 km na północ od Londynu. Miejscowość liczy 264 mieszkańców.